# 대한골프협회

## 대한골프협회 (Korea Golf Association)
대한민국 골프 기준(Korea Golf Standard)
대한체육회 정규 가맹단체인 사단법인 대한골프협회(大韓골프協會, Korea Golf Association)는 1965년 9월 23일 설립된 스포츠 행정 기구로 대한민국 골프 종목 행정을 총괄한다. 목적은 골프를 통한 국민 체력 향상, 골프 문화 발전, 우수 선수 양성을 통한 국위선양이다. 주요 사업은 골프 진흥 보급, 대회 활성화 조성, 우수 선수 육성, 국제 경쟁력 제고 및 위상 강화, 골프 환경 개선이다. 매년 국가대표(남녀 6명씩), 상비군(남녀 10명씩), 주니어 국가 상비군(남녀 3명씩)을 KGA 랭킹(주니어 포함)을 통해 선발한다. 국가대표, 상비군, 주니어 국가 상비군은 다양한 지원과 함께 국내외 대회에서 경험을 쌓는다. 주요 출전 무대는 올림픽, 아시안 게임, 전국체전, 소년체전 등이다. 대한골프협회는 한국을 대표하는 8개의 내셔널 타이틀 대회(한국오픈, 한국여자오픈, 한국시니어오픈, 한국아마추어, 한국여자아마추어, 한국미드아마추어, 한국시니어, 한국주니어)를 관장한다. 이 밖에도 GS칼텍스 매경오픈을 비롯해 아마추어 대회인 드림파크배(이하 가나다순), 박카스배, 베어크리크배, 빛고을중흥배, 송암배, 신한동해 남자 아마추어골프선수권대회, 영건스, 제주특별자치도배, 최등규배, 클럽디 아마추어 에코 챔피언십, KB금융그룹배 등을 개최한다. 로열앤드에이션트골프클럽(R&A)과 연계된 규칙 배급과 교육, 핸디캡, 코스 레이팅 등도 대한골프협회의 영역이다. 대한골프협회는 한국에서 유일한 R&A 가맹단체이자, 국제골프연맹(IGF), 아시아태평양골프연맹(APGC)과의 독점 교섭권을 갖고 있다. 산하에는 4대 연맹이 있고, 17개 시도협회와 협력한다.
1965년 9월 23일에 '한국골프협회'라는 이름으로 설립된 후, 1985년 6월 13일에 '대한골프협회'로 명칭을 변경했다.  2016년 3월 11일에는 전국골프연합회와 통합했다. 현재는 '한국골프협회'라는 명칭을 사용하지 않는다. 
대한골프협회 회원사 95곳(가나다순)
88, 가평베네스트, 고성노벨, 고창, 곤지암, 골드레이크, 군산, 그랜드, 김천포도, 김포SEASIDE, 남부, 남서울, 남여주, 남촌, 뉴서울, 뉴코리아, 대구, 도고, 동래베네스트, 드림파크, 디오션, 라데나, 라비에벨 듄스, 라비에벨 올드, 레이크사이드, 레이크우드, 레인보우힐스, 롯데스카이힐 제주CC, 루트52, 마우나오션, 몽베르, 무안, 베스트밸리, 베어크리크 포천, 부산, 블루원상주, 블루원용인, 샌드파인, 서산수골프앤리조트, 서울, 서원밸리, 설해원, 성문안, 세레니티, 세종에머슨, 센추리21, 송추, 수원, 신라, 아난티 중앙, 아난티클럽서울, 아시아나, 안양, 양주, 엘리시안강촌, 엘리시안 제주, 오창 에딘버러, 올데이 옥스필드, 올데이 임페리얼레이크, 용원, 우정힐스, 월송리, 웰링턴, 유성, 일동레이크, 일라이트, 잭니클라우스, 제일, 중문, 천룡, 천안상록, 카스카디아, 코리아, 코스카, 클럽 나인브릿지, 클럽디 금강, 킹스데일, 킹즈락, 테디밸리, 트리니티, 파인리즈, 파인스톤, 페럼, 프린세스, 플라자CC 용인, 핀크스, 한성, 한양, 해비치 서울, 해비치 제주, 해슬리 나인브릿지, 화산, 화순, 휘닉스, 힐마루 골프앤리조트 포천
대한골프협회 국가대표팀 공식 후원
현대자동차, KB금융그룹, WAAC, creatz, Bushnell Golf, GR Store, Jaseng, 부민병원

## 연혁

### 1950~60년대
- 1954년 10월 : 한국아마추어골프선수권대회 신설
- 1958년 9월 : 한국오픈골프선수권대회 신설
- 1959년 : 한국골프협회 발족
- 1965년 4월 : 아시아태평양골프연맹(APGC) 가입
- 1965년 9월 : 한국골프협회 창립 (제1대 박두병 회장 취임)
- 1965년 9월 : 경기위원회 및 규칙위원회 설치
- 1966년 4월 : 골프규칙 한글 번역집 발간
- 1966년 10월 : 사단법인 한국골프협회 인가_ 문예체 1732-1
- 1968년 2월 : 제2대 김종락 회장 취임
- 1968년 10월 : 국제골프연맹(IGF·전 WAGC) 가입
- 1968년 10월 : 제6회 세계아마추어골프팀선수권 첫 출전
- 1969년 5월 : 최초 국제대회(제4회 아시아태평양골프팀선수권) 유치

### 1970년대
- 1970년 5월 : 제3대 김성곤 회장 취임
- 1972년 2월 : 제4대 김형욱 회장 취임
- 1972년 5월 : 핸디캡위원회 설치
- 1972년 10월 : 한국시니어아마추어골프선수권대회 신설
- 1974년 1월 : 한국골프장연합회 창설_관련 업무이관
- 1974년 2월 : 제5대 박종규 회장 취임
- 1974년 8월 : 세계시니어골프연맹 가입
- 1975년 5월 : 서울 컨트리클럽 코스레이팅 시행
- 1976년 2월 : 제6대 허정구 회장 취임
- 1976년 2월 : 해외파견선수심의위원회 설치(1986년 해체)
- 1976년 10월 : 한국여자아마추어선수권대회 신설
- 1979년 5월 : 꿈나무 선수 발굴, 육성사업 실시

### 1980년대
- 1980년 2월 : 제7대 허정구 회장 취임
- 1980년 6월 : 국가상비군 선발평가전 실시
- 1980년 12월 : 국가상비군 동계강화훈련 실시
- 1982년 2월 : 대한체육회 준 가맹단체
- 1982년 3월 : 선수강화위원회 설치
- 1982년 11월 : 골프종목 제9회 뉴델리아시아경기대회 정식 채택_단체 은1
- 1983년 3월 : 주니어골프교실 개설
- 1983년 8월 : 한국주니어골프선수권대회 신설
- 1984년 2월 : 제8대 허정구 회장 취임
- 1985년 2월 : 제9대 이동찬 회장 취임
- 1985년 3월 : 골프규칙교실 개설
- 1985년 6월 : 대한골프협회로 명칭 변경
- 1985년 6월 : 한국골프100년사(1900 ~ 1984) 발간
- 1985년 7월 : 상벌위원회 설치
- 1986년 2월 : 대한체육회 정 가맹단체
- 1986년 9월 : 제10회 서울아시아 경기대회 개최_단체 금1, 개인 은1
- 1987년 1월 : 한국대학골프연맹 설립 승인
- 1987년 8월 : 한국여자오픈골프선수권대회 신설
- 1987년 10월 : 골프종목 제 68회 전국체육대회 정식 채택
- 1988년 2월 : 제10대 이동찬 회장 취임
- 1988년 8월 : 협회지 창간
- 1988년 11월 : 시니어위원회 설치
- 1989년 1월 : 체육시설의 설치. 이용에 관한 법률 공포_골프장업무 체육부 이관
- 1989년 12월 : 골프아카데미 개설

### 1990년대
- 1990년 1월 : 한국중고등학교 골프연맹 설립 승인
- 1990년 9월 : 제11회 베이징 아시아경기대회_단체 금1 동1, 개인 금1 은1
- 1991년 5월 : 제13회 퀸시리키트컵아시아여자골프팀선구권_ 단체 1위
- 1992년 2월 : 제11대 이동찬 회장 취임
- 1993년 10월 : 한국미드아마추어골프선수권대회 신설
- 1994년 9월 : 제16회 세계여자선수권 최초 입상_단체 2위, 개인 3위
- 1995년 12월 : 홈페이지 개설
- 1996년 1월 : 제12대 방우영 회장 취임
- 1996년 2월 : 홍보위원회 설치
- 1996년 10월 : 한국시니어오픈골프선수권대회 신설
- 1996년 11월 : 제17회 세계여자선수권 제패_단체 우승
- 1996년 11월 : 제20회 세계남자선수권_개인 2위
- 1997년 11월 : R&A볼, 장비위원회 위원초청 세미나 유치
- 1997년 11월 : 주니어위원회 설치_2006.4.16 각급 연맹사업과 중복폐지
- 1999년 1월 : 제13대 방우영 회장 취임

### 2000년대
- 2000년 1월 : 골프장 입장시 개별소비세 면세대상 골프선수 등에 관한 규정 시행
- 2000년 2월 : R&A경기위원 초청 R&A Rules School 개최
- 2000년 8월 : 제19회 세계여자선수권_단체 2위, 개인 2위
- 2001년 10월 : 한국골프 100년사(1900~2000년) 발간
- 2002년 2월 : 국제관계위원회 설치
- 2002년 4월 : R&A볼, 장비위원회 위원초청 세미나 개최
- 2004년 1월 : 한국초등학교골프연맹 설립 승인
- 2004년 1월 : 제14대 윤세영 회장 취임
- 2004년 4월 : R&A볼, 장비위원회 위원초청 세미나 개최
- 2004년 5월 : 골프박물관 개관(여의도)
- 2005년 2월 : R&A규칙위원회초청 R&A Rules School 개최
- 2006년 4월 : 생활체육위원회 설치
- 2006년 7월 : 사진으로 보는 한국골프사 발간
- 2006년 12월 : 제15회 도하아시아경기대회_단체 금2, 개인 금2 동1
- 2006년 12월 : 미래한국골프발전세미나 개최
- 2007년 3월 : '골프규칙교실'을 '골프레프리스쿨'로 개편 확대
- 2007년 6월 : 체육지도사실기자격검증기관 지정_2010년 사업종료
- 2008년 1월 : 제15대 윤세영 회장 취임
- 2008년 6월 : 국내 최초 2007 한국의 골프인구 지표조사 발표
- 2009년 1월 : 원아시아투어 출범
- 2009년 11월 : 대한골프협회 사옥 이전 및 골프박물관 확장

### 2010년대
- 2010년 10월 : 제24회 세계여자선수권 _ 단체 우승, 개인 1위, 2위, 3위
- 2010년 11월 : 제16회 광저우아시아경기대회 _ 단체 금2, 개인 금2, 동1
- 2011년 1월 : 한국미드아마추어골프연맹 설립 승인
- 2012년 1월 : 제16대 허광수 회장 취임
- 2012년 2월 : R&A장비위원회위원초청 세미나 개최
- 2012년 9월 : 아마추어자격규칙재정집 번역 발간
- 2012년 9월 : 제25회 세계여자선수권 2연패 _ 단체 우승
- 2012년 10월 : 제28회 세계남자선수권 최초 입상 _ 단체 3위
- 2012년 11월 : 태릉선수촌 골프 국가대표 실내훈련장 최초 개장
- 2012년 11월 : 아마추어자격규칙재정 한글 번역집 최초 발간
- 2012년 11월 : 아마추어 자격규칙 재정집 번역 발간
- 2013년 8월 : 2012 한국골프지표 조사 발표
- 2013년 11월 : 제26회 아시아-태평양팀선수권 _ 단체 2위, 개인 1위
- 2014년 8월 : 골프종목 제2회 난징하계청소년올림픽 채택 _ 단체 은1, 개인 금1
- 2014년 9월 : 제17회 인천아시아경기대회 _ 단체 은2, 개인 금1, 은1
- 2014년 9월 : 제26회 세계여자선수권 _ 단체 3위
- 2015년 4월 : 레벨 1, 2 룰 스쿨 개설
- 2015년 5월 : 제37회 아시아태평양(여자)팀선수권 _ 단체 1위, 개인1위, 2위
- 2015년 5월 : 제44회 전국소년체육대회 종목채택
- 2015년 6월 : 골프 2급 전문스포츠지도사 자격검정기관 재지정 검정실시
- 2015년 7월 : 제28회 광주하계유니버시아드대회 _ 남자 단체 3위, 여자 단체 1위, 개인 1위
- 2015년 10월 : 제27회 아시아태평양팀선수권 _ 단체 3위, 개인 T2위
- 2015년 12월 : 2014 한국골프지표 조사 발표
- 2016년 3월 : 제17대 허광수 회장 취임
- 2016년 3월 : 대한골프협회 및 전국골프연합회 통합
- 2016년 4월 : 제28회 아시아-태평양(여자)팀선수권 _ 단체 1위, 개인 1위, 2위, 3위
- 2016년 7월 : 회장 선거 최초 실시 (제18대 허광수 회장 당선)
- 2016년 8월 : 제31회 라우데자네이루 올림픽 종목 채택 _ 여자 1위
- 2016년 9월 : 제27회 세계여자선수권 _ 단체 1위, 개인 1위, 3위
- 2016년 9월 : 제30회 세계선수권 _ 개인 3위
- 2017년 1월 : 핸디캡 프로그램(GHIN; Golf Handicap & Information Network) 도입
- 2017년 3월 : R&A Level 3 Tournament Administrators and Referees School Korea 2017
- 2017년 5월 : 제39회 아시아태평양(여자)팀선수권 _ 단체 1위, 개인 1위
- 2017년 8월 : 시뮬레이션골프위원회 신설
- 2017년 8월 : 제29회 타이페이하계유니버시아드대회 _ 여자 단체 3위
- 2018년 5월 : 제40회 아시아태평양(여자)팀선수권대회(단체-1위)
- 2018년 8월 : 제18회 자카르타·팔렘방아시아경기대회(여자단체-은1, 남자단체-동1, 남자개인-은1)
- 2018년 8월 : 제28회 세계여자선수권대회(단체-3위, 개인-1위)
- 2018년 9월 : 2018 국제골프연맹 집행위원(상근부회장) 연임
- 2018년 9월 : 제31회 세계선수권대회(단체-23위)
- 2018년 11월 : R&A, USGA 골프규칙 현대화 작업에 따른 개정 번역본 발간
- 2018년 12월 : 플레이어를 위한 골프규칙 번역본 최초 발간
- 2019년 1월 : 한글 골프규칙 애플리케이션 최초 출시
- 2019년 1월 : 골프 규칙 가이드 번역본 발간(2019년 1월 유효)
- 2019년 2월 : 회원제골프장에 입장하는 학생골프선수에 대한 개별소비세 면제범위 확대
- 2019년 3월 : 제41회 아시아태평양(여자)팀선수권(단체-1위, 개인-1위, 2위, 3위)

### 2020년대
- 2020년 1월 : 월드핸디캡시스템통합시행
- 2020년 1월 : 핸디캡규칙 번역본 발간(R&A, USGA 핸디캡규칙 제정)
- 2021년 1월 : 선거인단에 의한 회장선거 최초 경선(제19대 이중명 회장 당선)
- 2021년 7~8월 : 제32회 도쿄올림픽대회(남자부 T22위 임성재, T32위 김시우-여자부 T9위 김세영, 고진영, T15위 김효주, T23위 박인비)
- 2022년 11월 : 제29회 아시아태평양 아마추어팀선수권대회(단체-3위, 개인-3위)
- 2023년 1월 : 공인 핸디캡 사업 시행
- 2023년 2월 : 제43회 아시아태평양(여자)팀선수권대회(단체-1위, 개인-3위)
- 2023년 5월 : 2023 APGC 주니어챔피언십(단체-1위, 2위)
- 2023년 6월 : 제20대 강형모 회장 취임
- 2023년 8월 : 제19회 항저우아시아경기대회(남자단체-금1, 여자단체-은1, 남자개인-은1, 여자개인-동1)
- 2023년 10월 : 제29회 세계여자선수권대회(단체-1위, 개인-3위)
- 2024년 3월 : 제44회 아시아태평양(여자)팀선수권(단체- 2위, 개인- 1위, 3위)
- 2024년 7월 : 더 주니어 오픈 챔피언십(남녀 동반 우승)
- 2024년 9월 : 2023 한국골프지표 발표
- 2024년 9월 : R&A와 함께하는 골프교실 시행
- 2024년 11월 : 행복나눔 교실 with R&A 시행
- 2024년 12월 : 2024 핸디캡 결산(남자 13.5, 여자 17.1), 공인 핸디캡 활용 국내 첫 대회 개최
- 2025년 1월 : 제21대 강형모 회장 취임
- 2025년 4월 : 대만아마추어선수권대회(남녀 동반 우승)
- 2025년 5월 : 제45회 아시아태평양(여자)팀선수권(단체-1위, 개인 1위)
- 2025년 5월 : 제22회 네이버스컵 3개국(한·일·대) 국가대표 친선 경기 (2년 연속 남녀 개인·단체전 우승)

## 주요 영역

### 골프 진흥 보급
- 골프 규칙 및 재정 번역 보급
- 공인 핸디캡 제도 보급
- 경기 관련 자료 수집 및 골프 지표 조사 통계
- 경기위원(지도자) 연수 및 자격 검정
- 각급 연맹, 시.도 협회 지도 및 지원
- 경기운영요원 및 관리자 교육

### 대회 활성화 조성
- 전국규모 대회 개최, 대회 안정화 기반 조성
- 국제 표준 코스세팅 실행, 교육 지원
- 각급 연맹 및 시.도 협회 대회운영 지도
- 지역대회 경기운영위원 지원
- 각급 연맹, 시.도 협회 지도 및 지원
- 경기운영요원 및 관리자 교육

### 우수선수 육성
- 신예 선수 발굴 및 기반 조성
- 국가대표 및 국가상비군 선발, 육성
- 엘리트선수를 위한 과학적 훈련방법 및 기술 연수

### 국제경쟁력 제고 및 위상 강화
- 국제대회 파견 및 상위입상 노력
- 해외조사연구원 파견 및 국가 간 정보 교류

### 골프환경 개선
- 국내 골프코스 공인(코스레이팅) 및 관리
- 골프 에티켓, 매너 캠페인 실시

## 산하 연맹
- 한국미드아마추어골프연맹
- 한국대학골프연맹
- 한국중고등학교골프연맹
- 한국초등학교골프연맹

## 협력 시도협회
- 서울특별시골프협회
- 부산광역시골프협회
- 대구광역시골프협회
- 인천광역시골프협회
- 광주광역시골프협회
- 대전광역시골프협회
- 울산광역시골프협회
- 세종특별자치시골프협회
- 경기도골프협회
- 강원특별자치도골프협회
- 충청북도골프협회
- 충남도골프협회
- 전북특별자치도골프협회
- 전라남도골프협회
- 경상북도골프협회
- 경상남도골프협회
- 제주특별자치도골프협회

## 참고 문헌
- 〈대한골프협회〉. 《두피디아》. 두산.
- 〈대한골프협회〉. 《한국민족문화대백과사전》. 한국학중앙연구원.
- 〈대한골프협회〉. 《네이버 기관단체사전》. 굿모닝미디어.
- 이태신 (2000). 〈대한골프협회〉. 《체육학대사전》. 민중서관.
- “대한체육회 회원종목단체 경영공시”. 대한체육회.

## 같이 보기
- 한국프로골프협회
- 한국여자프로골프협회
- 전국골프연합회
- 대한장애인골프협회
- 한국골프장경영협회